# Kloster Mariastein

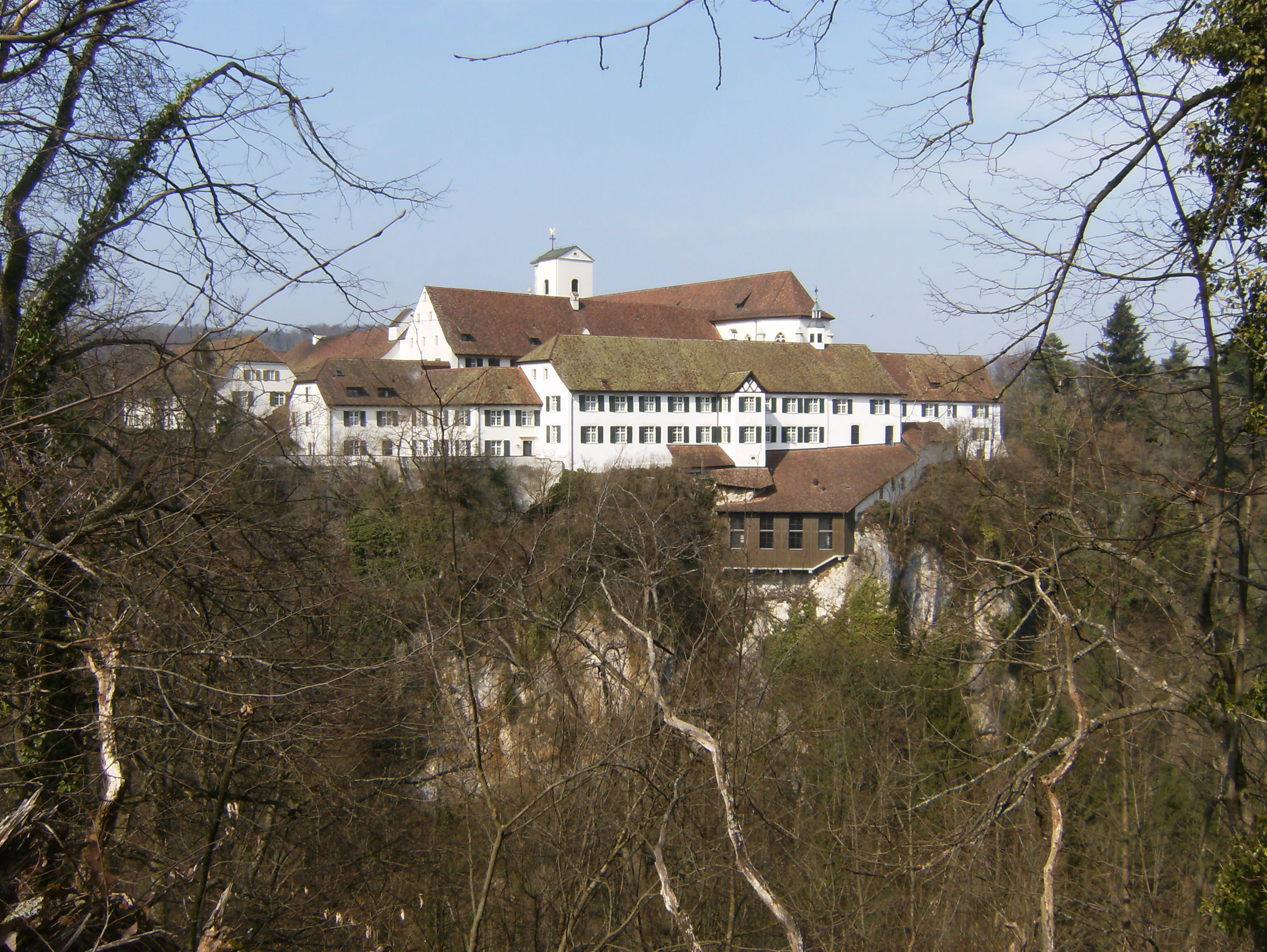
Kloster Mariastein

Luftbild (1950)

Das Kloster Mariastein (Abtei zum heiligen Diakon und Blutzeugen Vinzenz; auch Maria im Stein, frz. Notre Dame de la Pierre) ist eine Benediktinerabtei in der Gemeinde Metzerlen-Mariastein im Kanton Solothurn (Bezirk Dorneck). Mariastein ist nach Einsiedeln der zweitwichtigste Wallfahrtsort der Schweiz. Die Klosteranlage steht unter Denkmalschutz. Aufgrund ihrer Ursprünge im Kloster Beinwil wird die Abtei auch als Beinwil-Mariastein bezeichnet und die Äbte von Mariastein tragen zugleich den Titel eines Abts von Beinwil.

## Legende und Wallfahrtsgeschichte
Eine Legende berichtet, dass ein kleiner Hirtenjunge mit seiner Mutter auf dem Feld hoch auf dem Felsplateau, auf dem heute die Anlage steht, das Vieh hütete. Während die Mutter in der Mittagshitze in einer Höhle Schlaf suchte, wagte sich das Kind beim Spielen zu nah an die Klippe und fiel die steile Felswand hinunter. Als die Mutter erwachte, ihr Kind nicht mehr fand und ins Tal eilte, traf sie ihren Sohn dort unversehrt an. Er berichtete, er sei von einer Frau aufgefangen worden. Der Vater des Kindes war sich sicher, dass es sich bei jener mysteriösen Frau, die ihm sein Sohn beschrieb, nur um die Erscheinung der Gottesmutter Maria handeln könne. Zum Dank für die Rettung liess er ihr zu Ehren eine Kapelle über der Höhle errichten, in der die Mutter geschlafen hatte; diese Stätte zog seither viele Pilger an.
Die Legende ist 1442 erstmals bezeugt, mutmasslich aber etwa 100 Jahre älter. Die erste Wallfahrtskapelle fiel 1466 einem Brand zum Opfer, wurde aber 1470 wiedererrichtet. Diese zweite Wallfahrtskapelle wurde 1530 im Zuge der Reformation verwüstet und geplündert. Der Schwabe Jakob Augsburger stellte die Wallfahrtsstätte wieder her. Ein zweites Felsenwunder von 1541 – der Junker Hans Thüring Reich von Reichenstein (Schweizer Adel, Stammsitz Burg Reichenstein (Arlesheim)) überlebte einen Absturz – revitalisierte die in der Reformation zum Erliegen gekommene Wallfahrt. Die Reichensteiner betrachteten daraufhin die Wallfahrtskapelle als ihr Familienheiligtum (sogenannte Reichensteiner Kapelle).
Nach wechselnden Betreuern übernahmen 1636 Patres des Benediktinerklosters Beinwil die Wallfahrtsseelsorge. Dieses Kloster Beinwil, das seinerseits eine Gründung um 1100 war, sich jedoch seit dem Spätmittelalter im Niedergang befand, war von den Solothurner Administratoren erst 1633 wiederbesetzt worden. Der neue Abt Fintan Kiefer (1633–1675) verlegte das Kloster 1648 von seinem ursprünglichen Ort am Passwang an die Wallfahrtsstätte Mariastein, überbaute diese mit Kloster und Kirche und vereinigte insoweit die zuvor unabhängigen Geschichtsstränge des Benediktinerklosters und der Gnadenkapelle im Felsen.
Das neue Kloster wurde dann zweimal säkularisiert, 1792 im Zuge der Französischen Revolution und 1874, bedingt durch den Kulturkampf in der Schweiz. Die Benediktiner zogen nach der Säkularisation von 1874 zuerst nach Delle in Frankreich, wo sie im Folgejahr ein Kloster gründeten, danach für kurze Zeit nach Dürrnberg bei Hallein, wo ihr Kloster von 1902 bis 1906 bestand, und schliesslich nach Bregenz. Das Kloster in Bregenz wurde von der Gestapo 1941 aufgelöst, die Mönche wurden vertrieben. Daraufhin kehrten sie nach Mariastein zurück, wo sie Asylrecht erhielten. 1971 wurde die Abtei auch offiziell wiedererrichtet.

## Gnadenbild und Gnadenkapellen

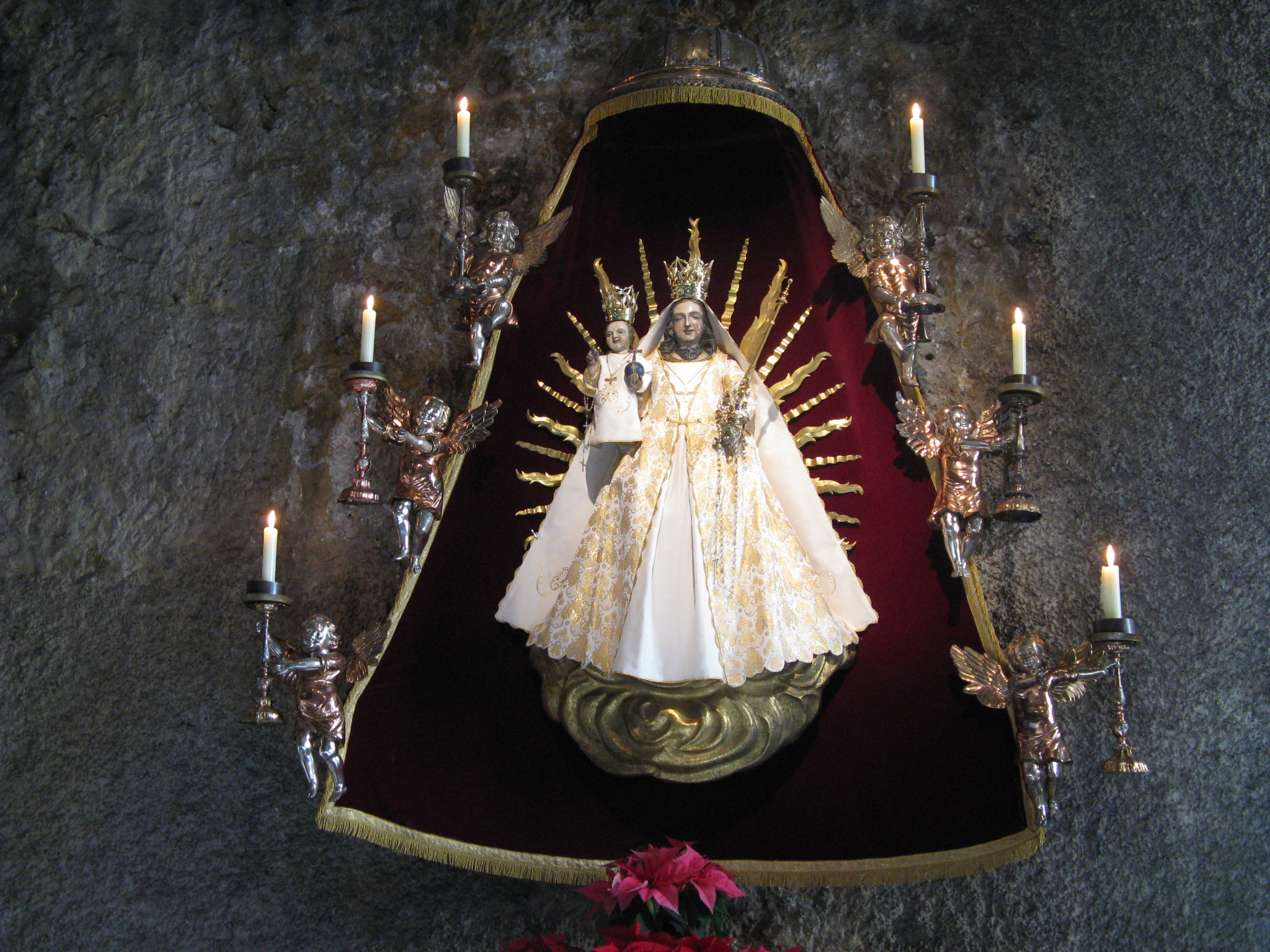
Gnadenbild in der Felsengrotte

Das Gnadenbild der Mutter vom Trost befindet sich in einer Höhlenkapelle unterhalb der heutigen Benediktiner-Klosterkirche, zu der man über 59 Stufen hinabsteigt. Unzählige Votivtafeln verkünden auf dem Weg zur Grotte, dass die Madonna für manche noch immer Wunder wirkt.
Maria steht im prächtigen Gewande buchstäblich „im Stein“ – d. h. frei in der Felswand – und trägt das Kind auf dem rechten Arm. Sechs Putten, die Kerzenleuchter halten, umgeben das Gnadenbild, das in seiner jetzigen Form aus dem 17. Jahrhundert stammt. Über das Aussehen des zerstörten gotischen Vorläufers ist nichts bekannt.
Links neben dem Gnadenbild befindet sich ein Sakramentsaltar von 1645 aus der Werkstatt des Solothurner Bildhauers Heinrich Scharpf. Dargestellt ist Maria mit Kind und Heiligen in einem barocken Marmoraufbau mit gedrechselten Säulen.
Im Gedenken an das zweite Felsenwunder des Reichensteiner Junkers gibt es in der Nordostecke der Klosteranlage heute auch wieder eine Reichensteiner Kapelle, auch Siebenschmerzenkapelle genannt. Sie enthält ein spätgotisches Sakramentshäuschen (1520) und eine Marienstatue aus Lindenholz (geschätzt 2. Hälfte des 17. Jahrhunderts) in einem Alabasteraltar von 1824.

## Klosterkirche

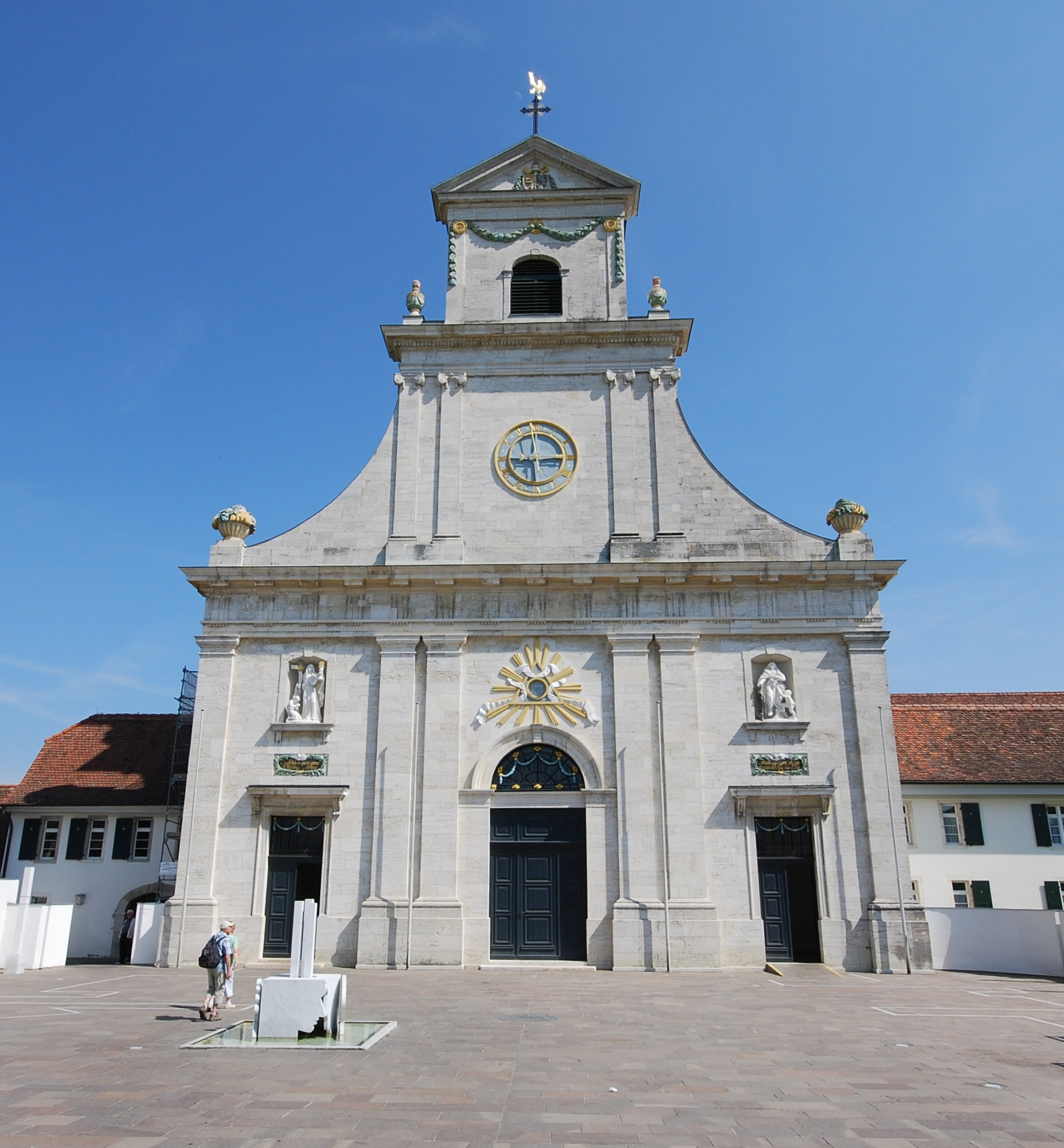
Fassade der Klosterkirche

### Baugeschichte
Fintan Kieffer, Abt von 1633 bis 1675, liess die Kirche von 1648 bis 1655 von Urs Andermatt aus Solothurn erbauen. Der Bau wurde seither mehrmals umgestaltet; in den Jahren 1830 bis 1834 erhielt er durch den Vorarlberger Jakob Begle die ihn heute charakterisierende klassizistische Fassade aus Jurakalkstein mit Sandsteinornamenten.
Unter den Äbten Mauritius Fürst und Lukas Schenker wurde die Kirche zwischen 1973 und 2000 umfassend restauriert. 1999/2000 wurden die Fassade wiederhergestellt und alte Übermalungen entfernt.

### Innenraum

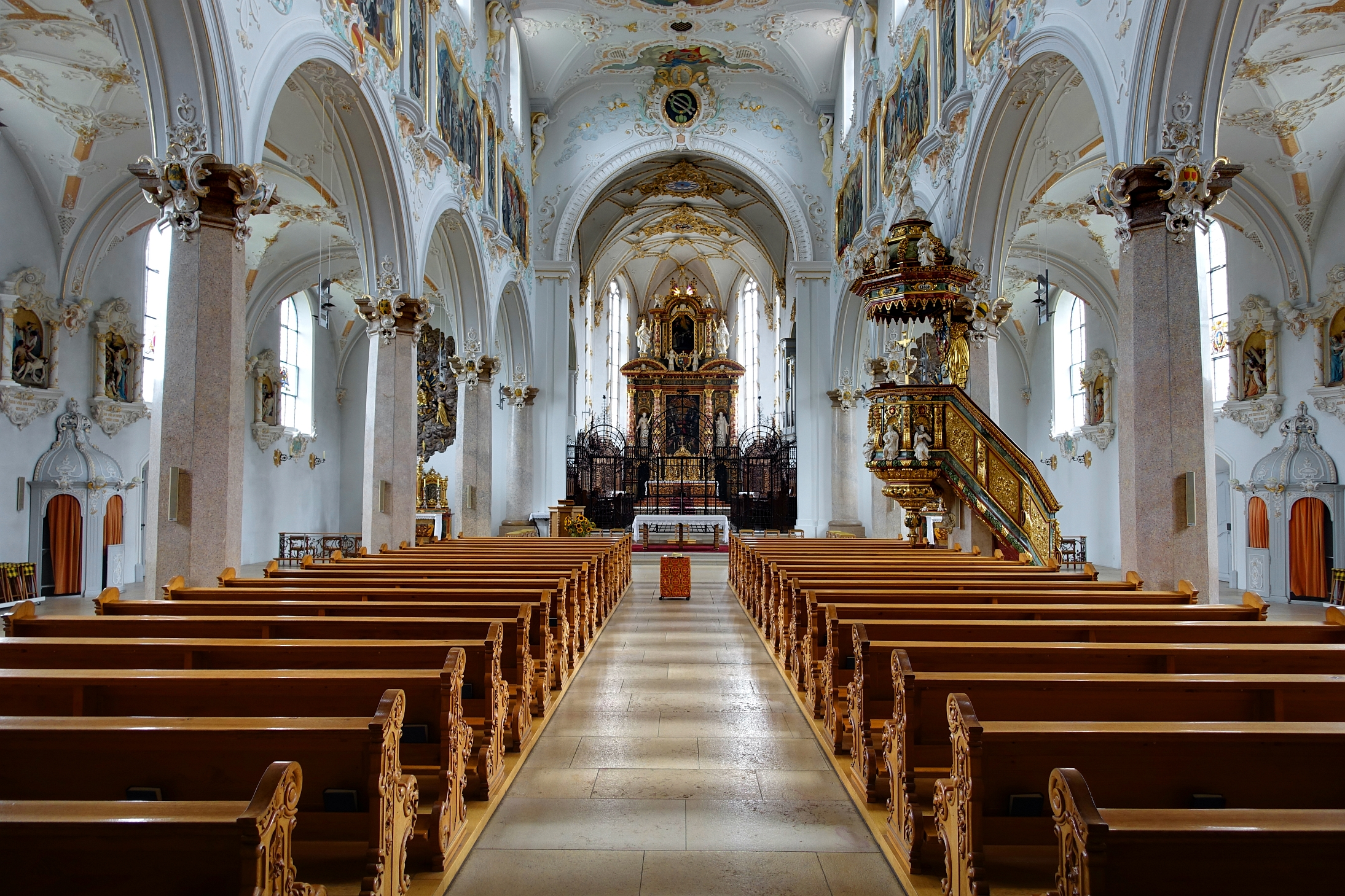
Inneres der Klosterkirche Mariastein

Die Innenarchitektur der dreischiffigen Basilika wies zunächst einen spätgotischen Stil auf, was an den Netzgewölben im Chor noch zu erkennen ist, erfuhr jedoch zwischen 1900 und 1934 zwei neobarocke Veränderungen. Die Deckenfresken zeigen das Fallwunder und Marienszenen, die Wandbilder Szenen aus dem Leben des Heiligen Benedikt. Zwischen 1931 und 1933 malte Lothar Albert aus Basel die Deckengemälde und den Bilderzyklus im Hochschiff.
Zu den hochbarocken Ausstattungsstücken zählen die Holzkanzel mit Apostelfiguren (1733), das schmiedeeiserne Chorgitter (1695) und der von Ludwig XIV. gestiftete, dem Hl. Benedikt gewidmete Hochaltar (1680), ein reich ornamentierter Aufbau mit gedrechselten Säulen, marmornen Heiligenfiguren und je nach Saison auswechselbaren Altarbildern.
Papst Pius XI. hat die Kirche am 5. Juli 1926 zur Basilica minor erhoben. Am 15. August 1926 wurde durch Luigi Maglione, Apostolischer Nuntius in der Schweiz, im Auftrag des Papstes das Gnadenbild gekrönt.

### Orgeln
Die Klosterkirche verfügt über zwei Orgeln, die Grosse Orgel und die Chororgel. Eine weitere Orgel befindet sich in der Gnadenkapelle.

#### Grosse Orgel
Auf der Westempore der Kirche wurde 1836 von Johann Burger aus Laufen eine neue Orgel erbaut. Im Lauf der Jahre wurde sie mehrmals umgebaut und dem Zeitgeschmack angepasst. Ab 1970 war sie nicht mehr spielbar. Deshalb baute die Firma Metzler Orgelbau aus Dietikon 1978 in den vorhandenen Prospekt eine neue Orgel nach der ursprünglichen Disposition von 1836 – ein Instrument mit 38 Registern auf drei Manualen und Pedal.

#### Chororgel
Die Chororgel stammt aus dem Jahr 2001 und wurde von Roman Steiner aus Fehren erbaut. Sie hat 16 Register auf zwei Manualen und Pedal. Sie ersetzte ein älteres zweimanualiges Instrument mit 24 Registern, das 1970 von der Firma Frey aus Luzern erbaut worden war. Die Chororgel dient vor allem der Begleitung des Stundengebets der Mönche, kann aber auch im Wechselspiel mit der grossen Orgel eingesetzt werden.

#### Orgel der Gnadenkapelle

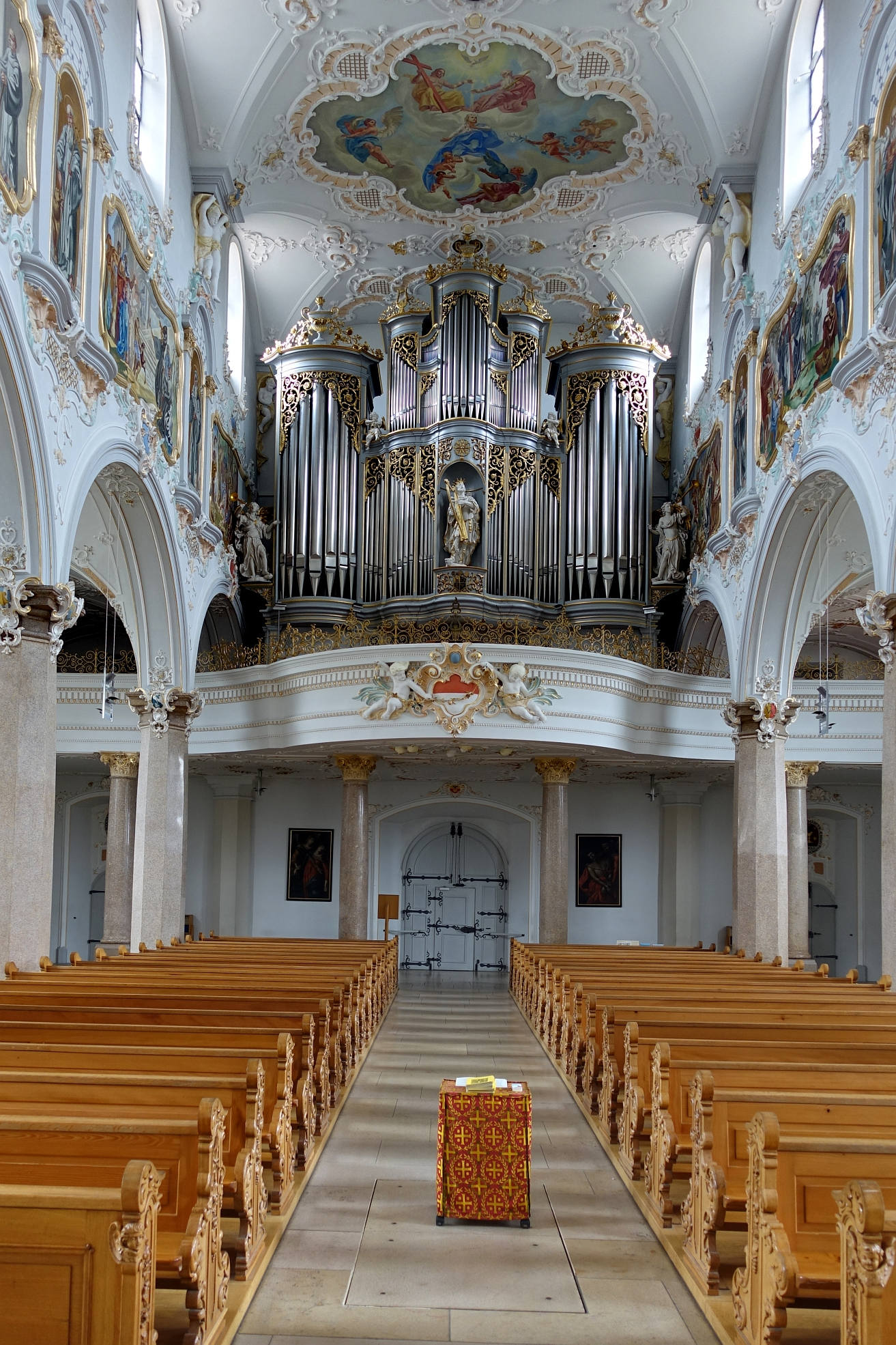
Orgel des Klosters Mariastein

Diese einmanualige Orgel mit 10 Registern wurde 1988/89 ebenfalls von Roman Steiner erbaut und ersetzte eine Orgel von 1824, die vermutlich auch von Johann Burger erbaut worden war.

### Glocken
Die Klosterkirche besitzt ein historisches sechsstimmiges Geläut:
| Nr. | Ton  | Giesser                | Ort und Gussjahr |
| --- | ---- | ---------------------- | ---------------- |
| 1   | gis° | François Robert-Rollet | Urville 1832     |
| 2   | cis′ | Gebr. Rüetschi         | Aarau 1864       |
| 3   | e′   | François Robert-Rollet | Urville 1832     |
| 4   | g′   | H. Rüetschi            | Aarau 1925       |
| 5   | ais′ | François Robert-Rollet | Urville 1832     |
| 6   | cis″ | François Robert-Rollet | Urville 1832     |

Die Glocke 1 wiegt etwa 3600 kg.

## Kirchenschatz

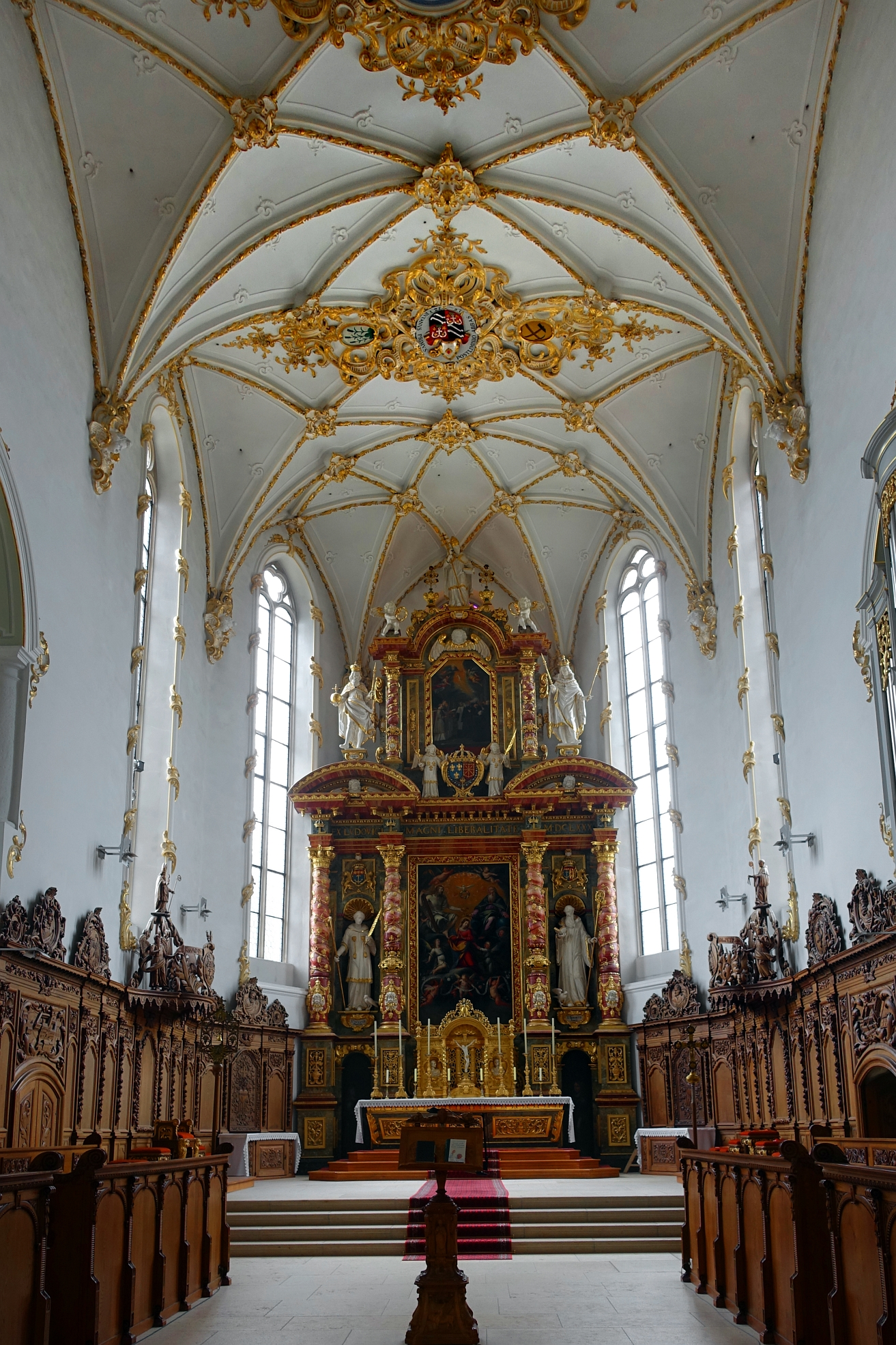
Chor mit Tabernakel des Klosters Mariastein

Vom Kirchenschatz ist viel verloren gegangen. Wertvollstes und ältestes Stück ist der so genannte Essostab, der noch aus dem Vorgänger-Kloster Beinwil stammt, dort aber wohl nicht entstanden ist, da er stilistisch der Stauferzeit unter Friedrich II. in Süditalien/Sizilien zugerechnet wird. Es handelt sich um eine Elfenbein-Krümme mit einer Hirschkuh und einem Vogel und silberner Fassung, die später (16. Jahrhundert) entstanden ist.
Ein Kelch (Wilhelm Krauer, 17. Jahrhundert) mit Emailüberfang und Edelsteinen ist ein herausragendes Beispiel barocker Sakralkunst in Mariastein.

## Klosteranlage
Die quadratische Anlage musste sich architektonisch an die natürlichen Grenzen anpassen, die der Fels setzte. Dies verleiht dem Kloster, vom Tal aus gesehen, den Charakter einer Festung.
Der Konventstock befindet sich im Osten (Felsseite), die Kirche im Norden mit einem Anbau (Glutzbau) mit der Reichensteiner Kapelle, im Süden ist der Kreuzgang in den Bibliotheksbau integriert, und im Westen erstreckt sich an Stelle eines früheren Kreuzganges ein durchbrochener Trakt (Klosterpforte).
Die Zufahrt zur Anlage von Westen her folgt dem historischen Pilgerweg. Der Kirchenvorplatz wurde 1997 neugestaltet, und die Anlage wird heute gerne von Touristen besucht. Zum Ensemble gehören ein Hotel, ein Hofgut in Fachwerk (bis Mitte des 19. Jh. Reichensteinischer Besitz) mit Verkaufsstelle für Obst und Gemüse aus biologischem Anbau sowie ein Devotionalienladen.

## Äbte
- Fintan Kieffer, 1633–1675
- Augustin Reutti/Rütti, 1675–1695
- Esso Glutz, 1695–1710
- Maurus Baron, 1710–1719
- Augustin Glutz, 1719–1745
- Hieronymus Altermatt, 1745–1765
- Hieronymus Brunner, 1765–1804
- Placidus Ackermann, 1804–1841
- Bonifaz Pfluger, 1841–1850
- Karl Schmid, 1851–1867
- Leo Stöcklin, 1867–1873
- Karl Motschi, 1873–1900
- Vinzenz Motschi, 1900–1905 (Stiefbruder des Vorigen)
- Augustin Rothenflue, 1905–1919
- Augustin Borer, 1919–1937
- Basilius Niederberger, 1937–1971
- Mauritius Fürst, 1971–1995
- Lukas Schenker, 1995–2008
- Peter von Sury, 2008–2025
- Ludwig Ziegerer, 2025-

## Musiksammlung
Die Musiksammlung Benediktinerkloster Mariastein beinhaltet Musikhandschriften und -drucke vom 17. Jahrhundert bis zur Gegenwart, die im Kloster komponiert oder aufbewahrt wurden.

## Nachweise
1. 1 2 3 4 5 6  Catalogus Monasteriorum O.S.B. Monachorum. Editio XIX. S. Anselmo, Rom 2000, S. 356.
2. ↑  Orgelkunst in Basel: Benediktinerkloster Mariastein (dort auch Dispositionen)
3. ↑  Quelle: Radio DRS Musikwelle: Glockengeläut der Klosterkirche in Mariastein, nach youtube

Koordinaten: 47° 28′ 34″ N, 7° 29′ 32″ O; CH1903: 604040 / 258373